# Tawananna
Tawananna var benämningen för en prästdrottning i Hettiternas rike. 
Kungens hustru innehade positionen som Tawananna på livstid, även efter att kungen hon var gift med hade avlidit. När hon avled efterträddes hon av den dåvarande kungens hustru eller dotter, beroende på vem som var tillgänglig för tjänsten då. Det faktum att tawanannan efter en tidigare kung ibland tjänstgjorde samtidigt som den kung som efterträdde hennes make regerade, kunde ibland leda till konflikter mellan tawanannan, kungen och den nya drottningen. 
Tawananna spelade liksom kungen både en religiös och politisk roll samtidigt. Hon var rikets högsta översteprästinna, liksom kungen var dess överstepräst, och spelade därmed en viktig religiös roll. Hon hade också en politisk roll, då hon hade rätten att fungera som ställföreträdande regent för kungen så fort han var frånvarande eller av annan orsak inte kunde sköta sina plikter. 
Ett exempel på en tawananna var drottning Puduhepa, gift med kung Hattusili III, som är känd för sin diplomatiska brevväxling med Egypten. 